# Brian Dietzen
Brian Dietzen (Barrington, 14 novembre 1977) è un attore statunitense, principalmente noto per il ruolo di James Palmer nella serie tv statunitense NCIS dal 2004.
Nato a Barrington, in Illinois, ha debuttato nel 2002 nel serial Boston Public e ha recitato anche in film cinematografici come From Justin to Kelly (2003) e Sola contro tutti (2009).

## Filmografia

### Cinema
- From Justin to Kelly - regia di Robert Iscove (2003)
- Purgatory House - regia di Cindy Baer (2004)
- Self-Inflicted - regia di Matt Keener (2005)
- Sola contro tutti - regia di John Murlowski (2009)
- Seymour Sally Rufus - regia di Cindy Baer (2011)
- Congratulations - regia di Juan Cardarelli e Eric M. Levy (2012)
- Karaoke Man - regia di Mike Petty (2012)
- NCIS: Season 10 - 10 Years Aft - Video Short (2013)
- One-Minute Time Machine - Cortometraggio (2014)

### Televisione
- Boston Public – serie TV (2002)
- My Guide to Becoming a Rock Star – serie TV (2002)
- One on One – serie TV (2003)
- NCIS - Unità anticrimine (NCIS) – serie TV, 367 episodi (2004-in corso) - Dott. Jimmy Palmer
- Hit Factor – film TV (2008)
- Destined to Fail – serie TV (2009)
- Past Life – serie TV (2010)
- NCIS: Special Agent DiNozzo Visits Dr. Phil – film TV (2012)
- Inside NCIS – miniserie TV (2012)
- Perception – serie TV, episodio 2x08 (2013)
- NCIS: New Orleans - serie TV, episodio 2x12 (2016)
- NCIS: Hawai'i - serie TV, episodi 2x01, 2x10 (2022)

## Doppiatori italiani
Nelle versioni in italiano delle opere in cui ha recitato, Brian Dietzen è stato doppiato da:
- Giorgio Milana in NCIS - Unità anticrimine, NCIS: New Orleans, NCIS: Hawai'i